# لیلینگستون دیرل
لیلینگستون دیرل (به انگلیسی: Lillingstone Dayrell) یک روستا در بریتانیا است که در Lillingstone Dayrell with Luffield Abbey واقع شده‌است. لیلینگستون دیرل ۱۰۳ نفر جمعیت دارد.